# Psilotrichum vollesenii
Psilotrichum vollesenii är en amarantväxtart som beskrevs av C. C. Towns. Psilotrichum vollesenii ingår i släktet Psilotrichum och familjen amarantväxter. Inga underarter finns listade i Catalogue of Life.